# بسته‌بندی

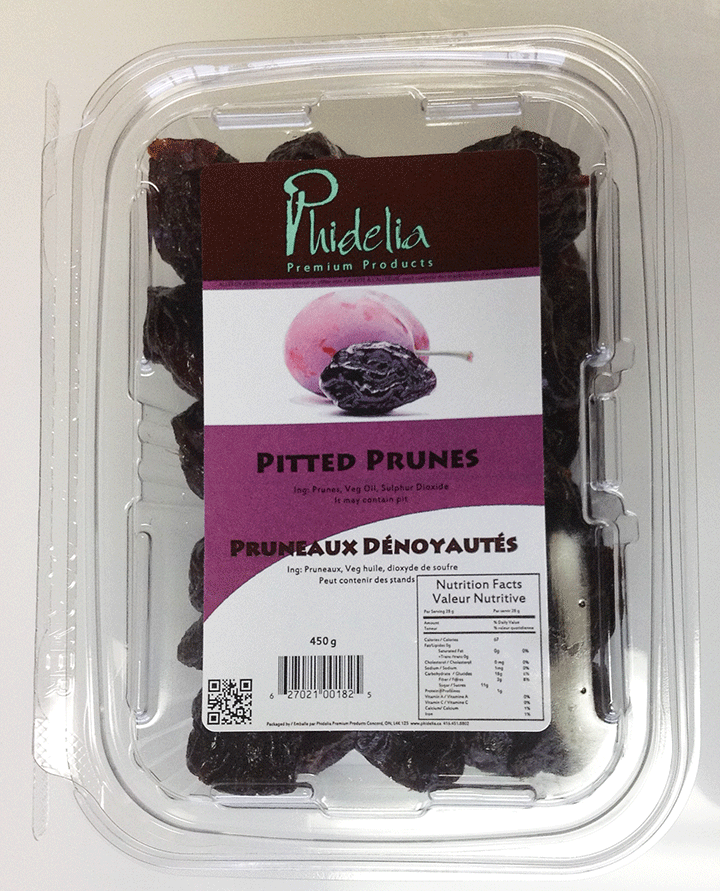
یک بسته آلو بخارا

بسته‌بندی، جزء ضروری یک محصول است که شناساندن و نگهداری محصول را از تولید تا مصرف بر عهده دارد. علم طراحی بسته‌بندی؛ دانش، هنر و فناوری محافظت از محصول برای نگهداری، انبارش، انتقال و توزیع، ذخیره، فروش و به‌کارگیری آن است به گونه‌ای که از سویی کمترین آزار در هنگام تولید تا مصرف به محتوای محصول و از سوی دیگر به محیط‌زیست وارد گردد.
بسته‌بندی شامل مراحل طراحی، ارزیابی، و تولید بسته‌ها می‌شود. بسته‌بندی به‌طور بسیار جامعی بر زندگی سایه افکنده‌است، به‌طوری‌که در اطراف خود آن را مشاهده می‌کنیم. از اقلام مواد غذایی و دارویی گرفته تا کالاهای مصرفی و لوازم خانگی و کالاهای صنعتی و استراتژیک مانند محصولات پتروشیمی همه با بسته‌بندی مرتبط هستند. وظیفه اصلی بسته‌بندی محافظت از محصول است. بسته‌بندی با برچسب‌های استاندارد این امکان را می‌دهد تا متوجه شویم چه گونه محصولی درون بسته قرار دارد و شرایط حفظ و نگهداری آن چگونه است. سازمان جهانی استاندارد (ISO) و سازمان‌های معتبر و ملی استاندارد کشورهای پیشرفته گام‌های مهمی در تدوین استانداردهای بسته‌بندی و مشخصات فنی آن برداشته‌اند. طراحی بسته‌بندی شامل طراحی فیزیک بسته‌بندی و گرافیک آن است. طراحی بسته‌بندی باید زیرگروه طراحی محصول باشد به گونه‌ای که به طراحی بسته‌بندی به عنوان جزئی از پویش عملیات طراحی محصول نگریسته شده و همپای آن شروع شود و انجام یابد.

## تاریخچه بسته‌بندی در گذر زمان

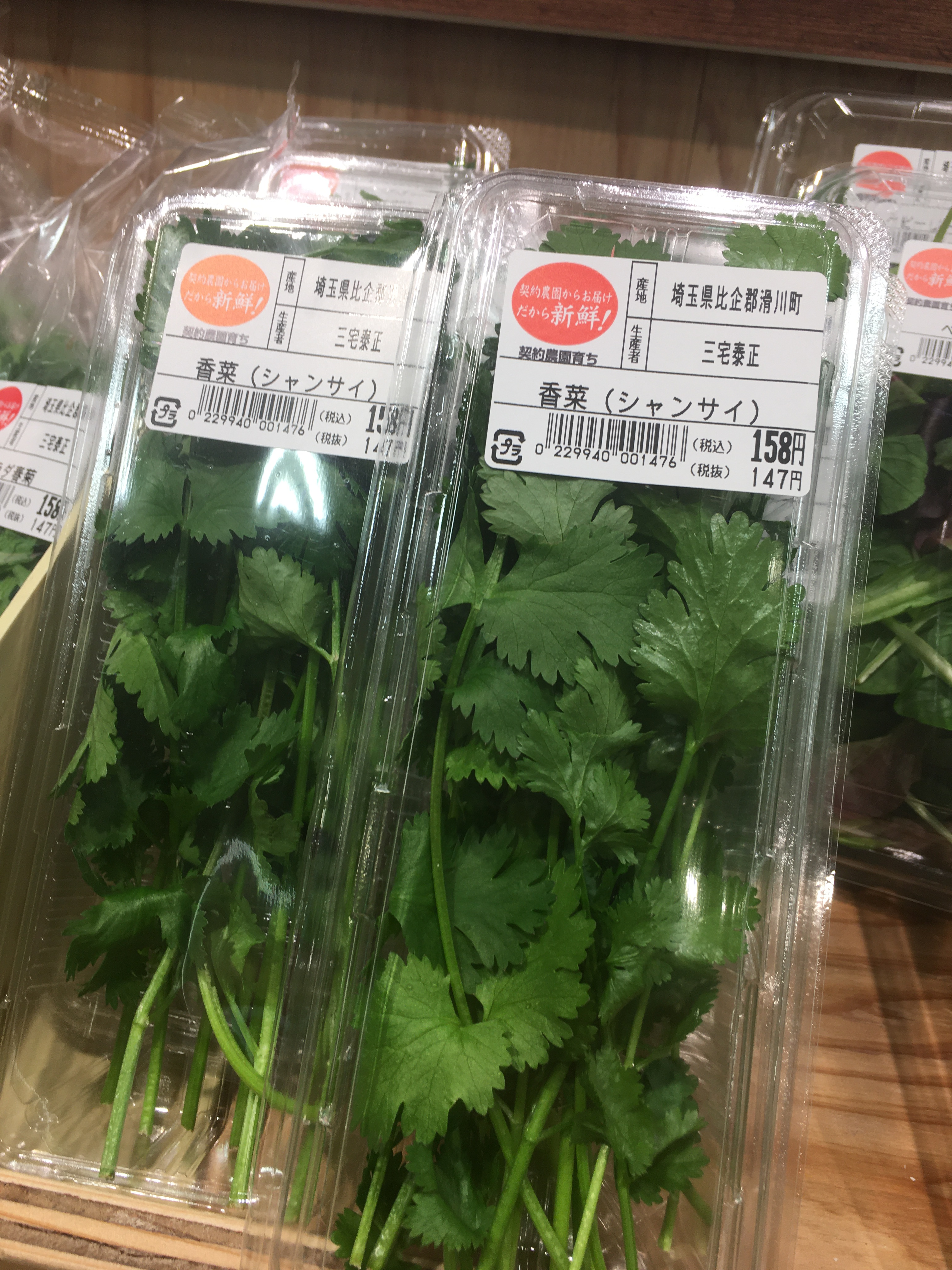
سبزیجات بسته‌بندی شده در کشور ژاپن

مدت‌های طولانی است که از بسته‌بندی برای حفاظت کالاها استفاده می‌شود. اکنون می‌توان گفت که همه محصولات به‌صورت بسته‌بندی به مشتریان ارائه می‌گردد. بسته‌بندی از آن جهت که می‌تواند به کالا ظاهری زیبا و از نظر فنی نسبت به دیگر کالاها نمایی برتر بخشد، مورد توجه بسیار قرار می‌گیرد. و از آنجایی که ظاهر مناسب بسته‌بندی محصول نقش بسزایی در انتخاب محصول توسط مشتری دارد، و سبب جلب نظر مشتریان می‌گردد، بدین جهت بسته‌بندی دارای نقش بسیار مهمی است.
بسته‌بندی نخست با به‌کارگیری مواد طبیعی مانند برگ درختان آغاز و سپس تولید محصولات با مواد بافتنی و ظروف انجام شده‌ است.
تخمین زده‌ می‌شود که شیشه و چوب موادی هستند که حدود ۵۰۰۰ سال برای بسته‌بندی مورد استفاده بوده‌اند.
در سال ۱۸۲۳ پیتر دوراند انگلیسی صاحب نخستین حق اختراع برای قوطی فلزی شد به عنوان نخستین بسته‌بندی ساخته‌شده از ورقه‌های فلزی بود. در ادامه در سال ۱۹۰۰ قوطی‌های سه قطعه‌ای دو اتصالی مورد استفاده قرار گرفتند.
در همین زمان بود که کاغذ و مقوا به عنوان دو ماده مهم در بسته‌بندی مورد استفاده قرار گرفتند که سپس با ابداع پلاستیک این ماده رفته رفته جایگزین کاغذ و فلز شد.
استفاده گسترده از پلاستیک در بسته‌بندی پس از جنگ جهانی دوم آغاز شد.
پلی‌اتیلن در طول جنگ در مقیاس گسترده‌ای تولید شد و پس از جنگ تبدیل به قابل دسترس‌ترین ماده در بازار شد، به طوری که در آغاز جایگزین کاغذ مومی در بسته‌بندی نان شده بود.
از سال ۱۹۷۰ بسته‌بندی پلاستیکی به سرعت رو به رشد نهاد.
با پیشرفت فناوری و وضعیت کنونی مواد اقتصادی و مناسب‌تری پا به عرصه صنعت بسته‌بندی گذاشتند. چرا که در گذشته بسته‌بندی تنها برای ترابری و محافظت به کار می‌رفت، اما امروزه با مواد گوناگون موجود، بسته‌بندی وظیفه و نقش تبلیغاتی برای محصول را نیز بر عهده گرفته است.
در نتیجه امروزه بسته‌بندی جزئی از سیاست‌های فروش و بازاریابی است. چرا که این بسته‌بندی است که بین محصولات مشابهی که در قفسه‌های فروشگاه‌ها در کنار هم چیده شده‌اند، تفاوت ایجاد می‌کند.

## بسته‌بندی محصولات، مهم‌ترین ویترین فروش آن‌ها است!

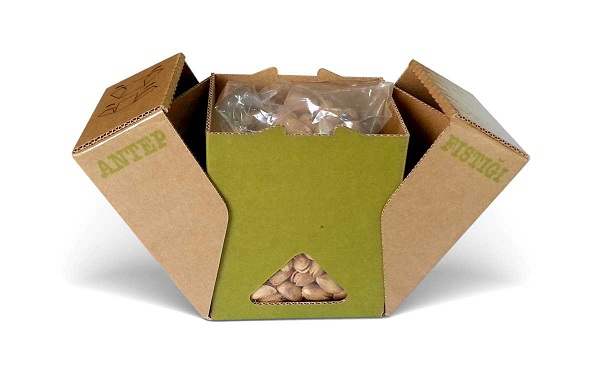
بسته‌بندی Cardboard

پس از روش طراحی و تولید کالا، بدون شک اصلیترین عاملی که در جلب توجه مخاطبان حائز اهمیت است، بسته‌بندی آن‌ها است. با توجه به مطالبی که در این مقاله ذکر شد، در میان گونه‌های مختلف روش‌های چاپ، تنها روشی که می‌توان آن را از هر نظر مناسب رقابت در جهان امروز به شمار آورد، روش چاپ دیجیتال است. در واقع با به‌کارگیری این روش، همه مزایای سرعت، دقت، کیفیت، انعطاف‌پذیری و مقرون به صرفه بودن را به طور یکجا در اختیار دارید. بنابراین، اگر تا به حال چندان اشتیاقی به چاپ بسته‌بندی‌ها و یا دیگر کالاهای تبلیغاتی سفارشی و یا ایجاد تغییر در طرح‌های آن‌ها نداشتید، چاپ دیجیتال تجربه‌ای است که نباید آن را از دست دهید!

## اهداف بسته‌بندی
- محافظت فیزیکی - اشیاء قرار داده شده درون بسته نیاز به محافظت در برابر سایر عوامل مانند ضربه، لرزش، فشار، حرارت و غیره دارند.
- لایه و مانع محافظتی - محافظت در برابر عدم ورود اکسیژن، بخار آب، گرد و خاک، اشعه ماوراءبنفش، در بسته‌بندی مد نظر قرار می‌گیرند. عدم نفوذپذیری بسته یک فاکتور اساسی و مهم در طراحی بسته‌بندی است. در برخی از بسته‌ها از ماده جذب‌کننده اکسیژن برای کمک به طول عمر بسته و به ویژه محصول درون آن استفاده می‌شود. فشار هوای تعدیل شده یا کنترل شده نیز در برخی از بسته‌های غذا گنجانده شده‌است.

حفظ کیفیت محتویات درون بسته و طولانی کردن عمر آن یکی از مهم‌ترین وظایف بسته‌بندی است.
- اطلاع‌رسانی - اطلاعاتی مانند نحوه انبارش و به‌کارگیری محصول، ترابری، چگونگی حذف یا نابود کردن بسته‌ها یا محصولات؛ بر روی بسته‌ها چاپ‌شده یا توسط برچسب آن‌ها چسبیده می‌شوند. همه محصولات غذایی، دارویی، پزشکی و شیمیایی بسته‌بندی باید با استانداردهای معتبر بین‌المللی مطابقت داشته و در برخی موارد با قوانین بین‌المللی یا منطقه‌ای یا انجمنی مانند FDA , IMDG code مطابقت داشته باشند.
- بازاریابی - بسته‌بندی‌ها و برچسب‌ها می‌توانند توسط بازاریابان برای ترغیب مشتریان بالقوه برای خرید محصول استفاده شود. طراحی بسته یک نمود بیرونی ثابت و مهم برای دوجین از سال‌ها بوده‌است. ارتباطات بازاریابی و طراحی‌های گرافیکی برای نما دادن به بسته و در بیشتر موارد به عنوان نقطه اصلی فروش بکار برده شده‌اند.
- ایمنی - بسته‌بندی نقشی مهم و اساسی در کاهش ریسک امنیتی برای سلامت محموله دارد. بسته‌ها با پوشش مقاومتی مناسب بهتر می‌توانند در کاهش آسیب و هم‌چنین جلوگیری از دستبرد به محصول مطلوب واقع شوند.

بسته‌ها می‌توانند برای کاهش خطر دستبرد و دسترسی غیرمجاز به کالا، سازماندهی و مهندسی شوند: ساختمان برخی از بسته‌ها برای جلوگیری از دسترسی غیرمجاز عایق مقاومتی دارند و برخی نیز دارای مهر و لاک برای جلوگیری از بازشدن و دستبرد می‌باشند. بسته‌ها همچنین می‌توانند شامل ابزارهایی مانند بسته‌های زنگ‌دار یا برچسب‌های RFID باشند.
- سهولت - بسته‌ها باید ویژگی‌هایی را به همراه داشته باشند که باعث سهولت در توزیع، جابه جایی، نمایش، باز و بسته نمودن دوباره، فروش، استفاده و استفادهٔ مجدد از آن گردند.

بسته‌بندی به سامانه هماهنگی اطلاق می‌شود که هدف از آن آماده‌سازی کالا جهت ترابری، توزیع، انبارش، فروش و مصرف باشد. بسته‌بندی یک عملیات تجاری پیچیده، پویا، علمی، هنری است که در بنیادی‌ترین شکل خود، کارکردهای محافظت، نگهداری، ترابری، اطلاع‌رسانی و فروش را شامل می‌شود. بسته‌بندی گونه‌ای عملکرد خدماتی است که به خودی‌خود نمی‌تواند وجود داشته باشد زیرا به یک کالا نیازمند است. اگر کالایی وجود نداشته باشد بسته‌بندی نیز وجود نخواهد داشت.

### عوامل مؤثر بر بسته‌بندی

#### الزامات
- کیفیت مناسب
- سازگاری بسته با محصول
- الزامات شرایط محیطی (به‌ویژه از لحاظ ایمنی)
- سازگاری با طبیعت و محیط زیست

#### محافظت و نگهداری در برابر
- آسیب‌های مکانیکی
- در طول توزیع
- در طول انبارش

#### آسیب‌های شیمیایی
- اکسیداسیون
- فراریت
- فاسد شدن
- اثر متقابل بسته و محصول
- آسیب‌های محیطی
- میکروبی / حشرات / حیوانات آلوده
- مشخصات و اطلاعات
- جاذبه‌های بازار
- راحتی مصرف‌کننده

### گونه‌های بسته‌بندی
بسته‌ها گونه‌های متفاوت دارند. برای مثال یک بسته انتقالی یا بسته توزیعی گونه‌ای از بسته‌بندی است که برای حمل در کشتی و جابه‌جایی در فروشگاه استفاده می‌شود. برخی مواقع بسته‌ها را بر اساس لایه موجود و عملکرد به دسته‌های اولیه، ثانویه و… تقسیم می‌کنند.
- بسته‌بندی اولیه - معمولاً کوچک‌ترین واحد توزیع یا بکارگیری است و نخستین لایه در برگیرنده محصول است که در تماس مستقیم با محصول می‌باشد و آن را در بر می‌گیرد
- بسته‌بندی ثانویه - بیرون از بسته‌بندی اولیه است – می‌تواند برای گروه‌بندی کردن بسته‌های اولیه باشد. از این نوع بسته بندی بیشتر برای بسته بندی محصولاتی استفاده می‌شود که نیاز به ارائه به صورت پکی وجود دارد مانند بسته بندی زعفران که بسته بندی ثانویه دارد.
- بسته‌بندی سوم - برای حمل در کشتی و توزیع عمده بکار گرفته می‌شود. - این بسته بندی صرفا با هدف محافظت از بسته بندی اولیه و ثانویه طراحی می‌شود.

این سه گونه بسته‌بندی به عنوان راهنمای کلی ارائه شد، رده‌بندی‌های زیر می‌تواند مثالی از گونه‌های بسته‌بندی و ساختارهای آن باشد.
- روکش‌دار
- بطری‌ها
- محافظ‌های بادکنکی
- قوطی‌ها
- پاکت
- کیف‌های پلاستیکی
- بسته پوست
- پیچیدنی‌ها
- جعبه‌ها
- کارتن‌ها و کارتن‌پلاست‌ها
- بسته‌های کوچک مقوایی
- حمل‌کننده‌های چرخ‌دار
- کانتینر حجیم میانی
- کانتینر
- بشکه

### مواد و چاپ در بسته‌بندی
بسته‌بندی را می‌توان بر اساس مواد اولیه به‌کار رفته در تولید بسته‌بندی طبقه‌بندی کرد. متداول‌ترین نمونه‌ها عبارتند از:
- کاغذ
- مقوا
- چوب
- فلز
- شیشه
- پلاستیک
- تلفیق مواد مختلف و چند لایه

همچنین گونه‌های بسته‌بندی‌ را می‌توان بر اساس گونه و تکنیک چاپ به‌کار رفته در تولید آنها (چاپ روی بسته‌بندی و عملیات تکمیلی) نیز طبقه‌بندی کرد:
- چاپ افست (خشک و تر)
- چاپ سیلک‌اسکرین
- چاپ فلکسو
- چاپ گراوور
- چاپ جوهر افشان
- چاپ بالشتکی
- چاپ لترپرس و طلاکوبی

### مصارف بسته‌بندی
بسته‌بندی در صنعت کاربرد فراوانی دارد و به دسته‌های مختلف تقسیم می‌شود:
بسته‌بندی ساده و عمومی همچون بسته‌بندی لوازم منزل جهت جابجایی، گاهی این بسته‌بندی جنبه زیبایی محصولات را دارد که با بکارگیری از تلفیق صنعت و طراحی بسته‌بندی‌های زیبایی جهت جلب توجه مشتری انجام می‌پذیرد.
حالت دیگر بسته‌بندی‌هایی است که جهت ترابری کالاها انجام می‌پذیرد که جهت حفاظت کالا در برابر فشارهای احتمالی گرد و غبار رطوبت انجام می‌پذیرد. در این گونه بسته‌بندی استحکام بسته‌بندی از ضروریات می‌باشد که همچنین باعث چیدمان مناسب تر کالاها در ترابری و انبار کردن می‌شود
بسته‌بندی مناسب بار، تأثیر مستقیمی با سلامت بار و صرفه جویی در هزینه‌های ترابری دارد.

### اهداف بسته‌بندی
اهداف بسته‌بندی از یک استراتژی بازاریابی یکپارچه، به منظور جلب توجه خریدار و مصرف کننده تبعیت می کند. بسیاری از مصرف کنندگان پیش از هر گونه خریدی، کالای مورد نظر را با بسته‌بندی آن قضاوت می کنند. یکی از اهداف بسته‌بندی، هویت دهی به محصول است. به عنوان مثال بطری Coca Cola را در نظر بگیرید، برند کوکا فوراً قابل تشخیص است و این محصول را به سمت شهرت جهانی سوق می دهد. در بسیاری از موارد، تمرکز بر اهداف بسته‌بندی آنقدر مهم است که هزینه ای بیش از خود محصول دارد تا جایی که برخی از صاحب‌نظران بازاریابی اعتقاد دارند که بسته‌بندی باید در بین اهداف چهار P بازاریابی قرار گیرد.

### کارتن بسته‌بندی
امروزه بسته‌بندی توسط کارتن رواج بیشتری یافته و این سبک از بسته‌بندی یکی از استانداردترین روش‌ها در جهان می‌باشد، کارتن‌های بسته‌بندی با توجه به اجناسی که در درون آن‌ها برای بسته‌بندی قرار می‌گیرند، در ابعاد، اندازه‌ها و گونه‌های مختلفی طراحی و ساخته می‌شوند، کارتن‌های بسته‌بندی از لحاظ گونه ساخت نیز متفاوت بوده و از گونه‌های کارتنی چندلایه گرفته تا پلاستیکی گوناگونی دارند. مهم‌ترین دسته‌بندی برای کارتن‌های بسته‌بندی را می‌توان در ساختار زیر بیان کرد:
- کارتن فریت
- کارتن اسباب کشی
- کارتن اداری

روش کار و بیس این سه گونه کارتن یکسان بوده و تفاوت اصلی آن‌ها در فناوری ساخت آن‌ها می‌باشد، برای مثال کارتن فریت بار معمولاً دارای مقاومت بالاتری بوده و در مدل‌های ۳٬۴ و ۵ لایه ساخته می‌شوند. این گونه از کارتن بسته‌بندی نسبت به ضربه دارای مقاومت بالاتری بوده و طبعاً قیمت بالاتری نیز دارند. کارتن اداری و کارتن اسباب کشی همسانی بالاتری داشته و فناوری ساخت بسیار شبیه‌تری دارند، از این گونه کارتن‌ها برای مصارف عمومی مانند بسته‌بندی لوازم و حمل اسباب و اثاثیه استفاده می‌شود.
در کارتن فریت بار چون ممکن است بار چند مدت در کارتن باقی بماند برای همین گونه فلوت برای ساخت کارتن باید دارای استحکام بالایی باشد برای همین از فلوت ریز و محکم استفاده می‌شود ولی در مورد کارتن اسباب کشی قضیه به صورت دیگری می‌باشد و کارتن به دو صورت می‌تواند استفاده شود کارتن ۳ لایه برای اجناس سبک و کارتن ۵ لایه برای اجناس سنگین مانند کتاب و شکستنی و در مورد کارتن اداری از دو مدل کارتن در ابعاد بزرگ استفاده می‌شود و چون وسایل بیشتر سنگین هستند از کارتن ۵ لا استفاده می‌شود. برای توضیح بیشتر خدمت شما کارتن‌ها از نظر استفاده در زمینه‌های مختلف خود درجه‌بندی می‌شوند برای مثال برای اسباب کشی از اسباب کشی که کارتنی ۵ لایه با کرافت متوسط می‌باشد استفاده می‌شود و برای ارسال بار به بیرون از کارتن ویژه فریت بار که کارتن ۵ لایه با کرافت سنگین و دارای فلوت اضافه استفاده می‌گردد و همان‌طور که اشاره شد برای هر گونه بسته‌بندی کارتن با فلوتینگ مخصوص جنس مورد نظر استفاده می‌شود

### گونه‌های جعبه‌ها
- ساختار جعبه‌های تلسکوپی
- جعبه‌های سینی شکل
- جعبه‌های کشویی

## گونه‌های بسته‌بندی صنعتی و تجاری
دستگاه‌های بسته‌بندی صنعتی و تجاری در دو گونه خودکار و نیمه خودکار در بازار رواج دارد که برخی از آن‌ها به شرح ذیل است.
- دستگاه بسته‌بندی خانگی
- دستگاه بسته‌بندی خشکبار
- دستگاه بسته‌بندی توزین دار
- دستگاه بسته‌بندی استرچ پالت
- دستگاه شیرینگ
- دستگاه بسته‌بندی حبوبات
- دستگاه بسته‌بندی پودری
- دستگاه بسته‌بندی سیل وکیوم

## نگارخانه

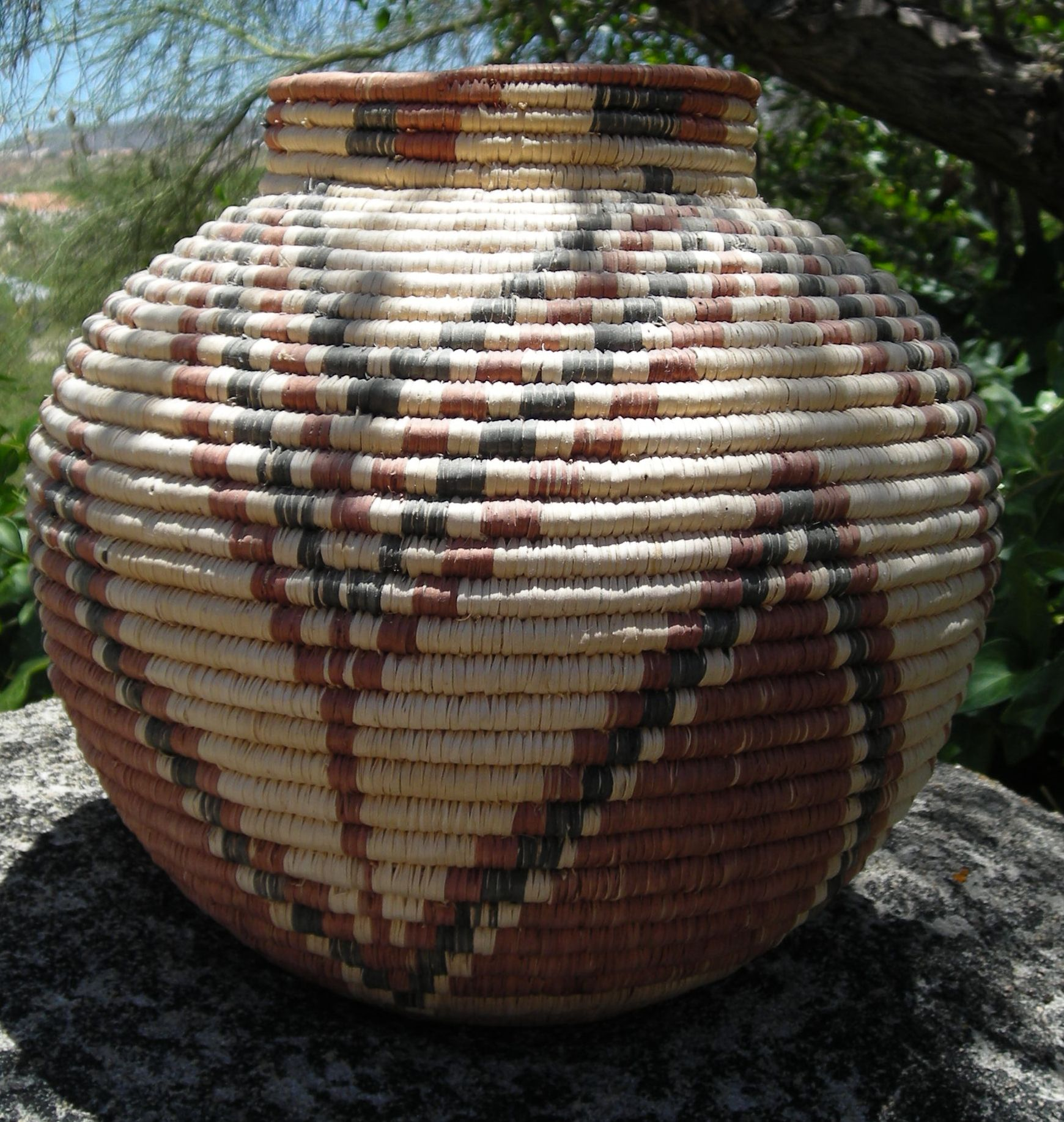
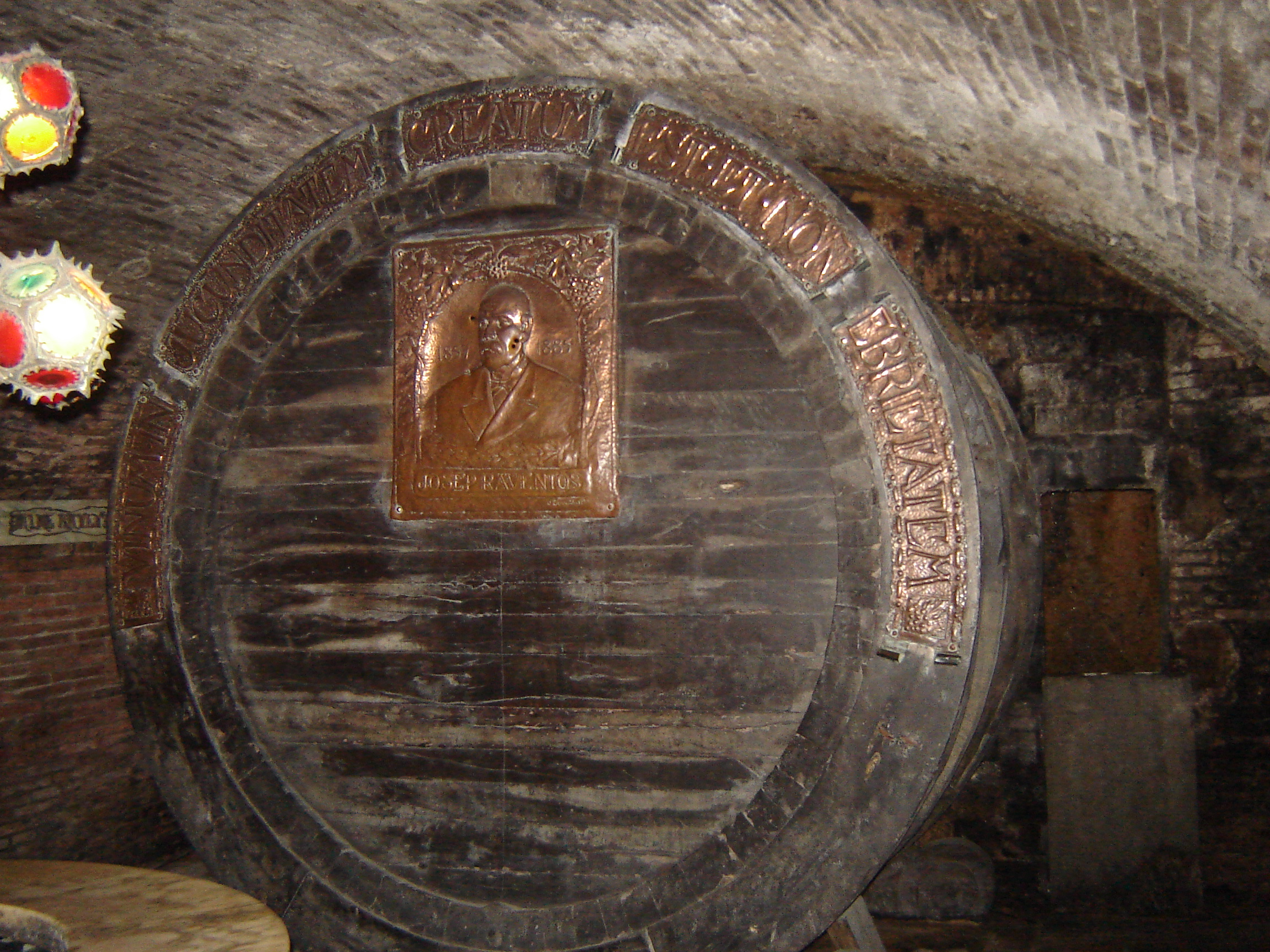
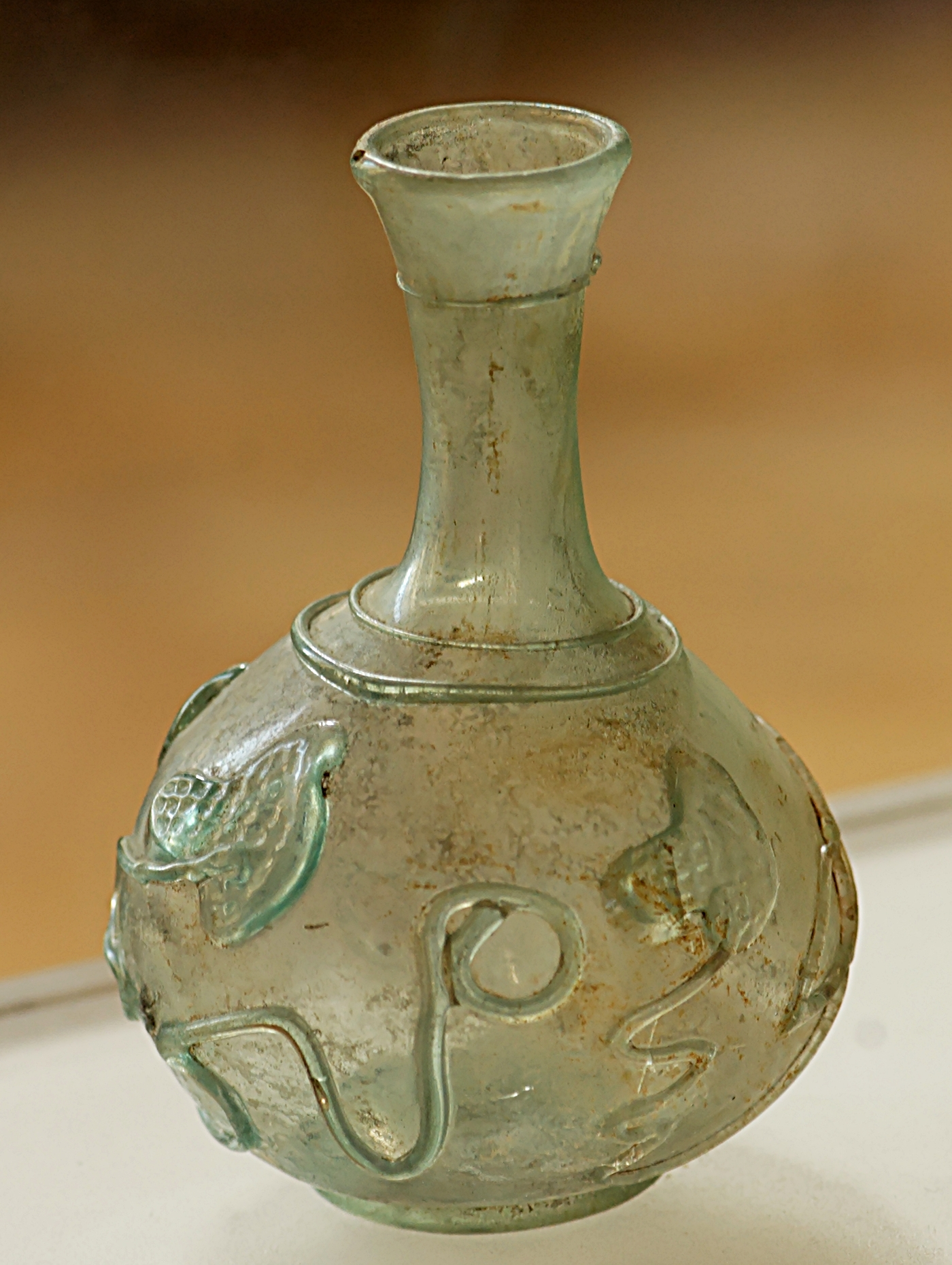
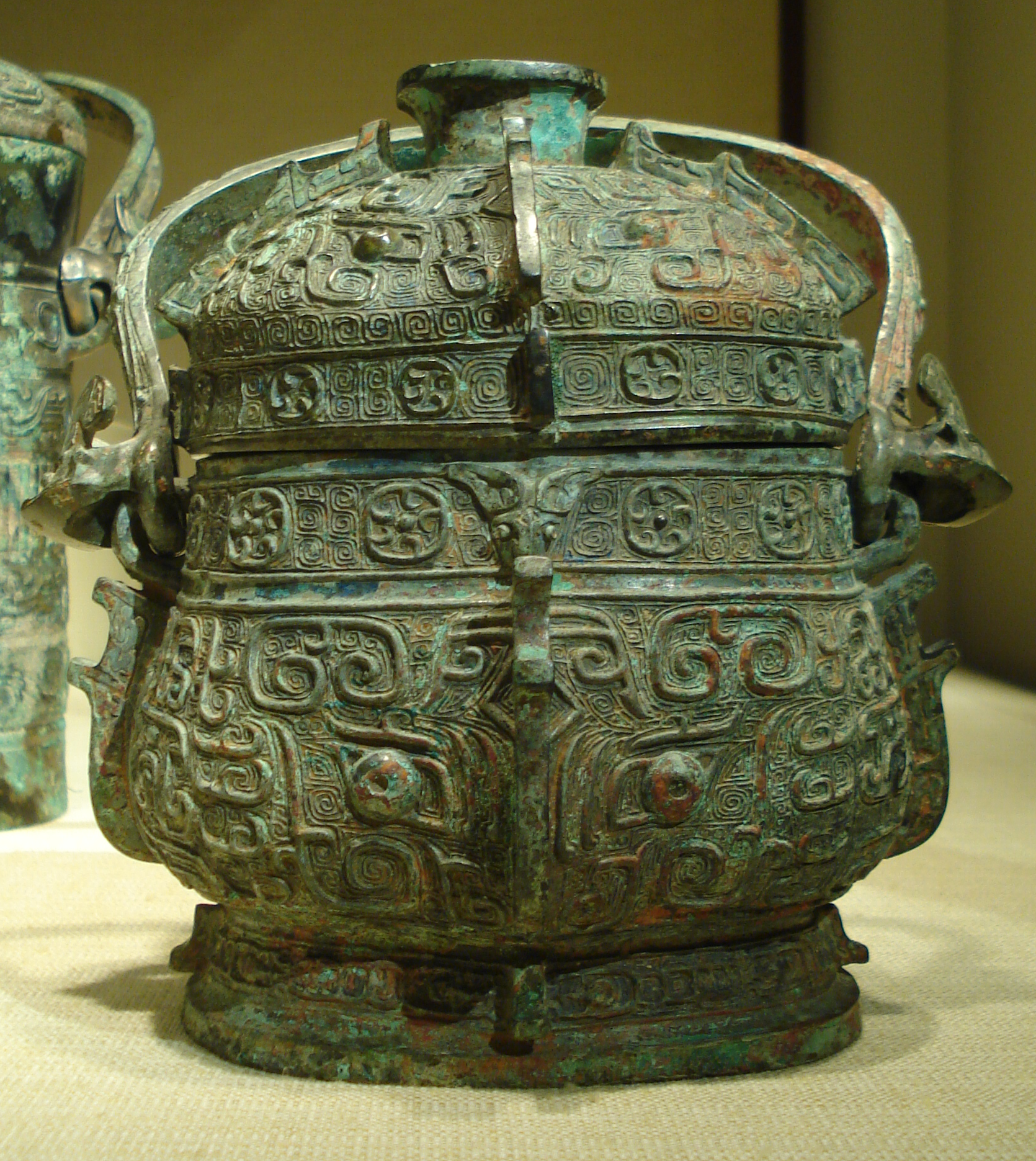
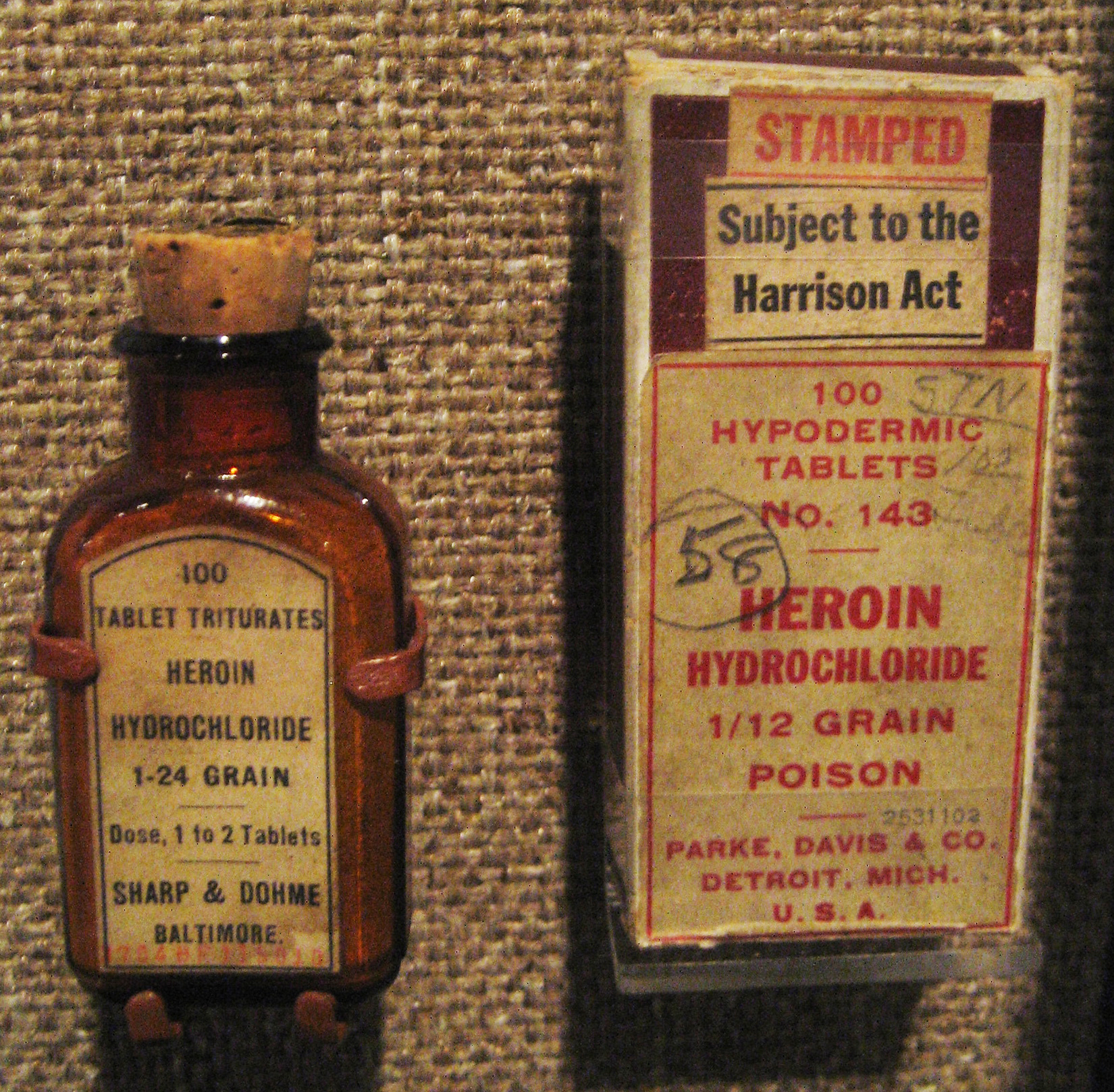
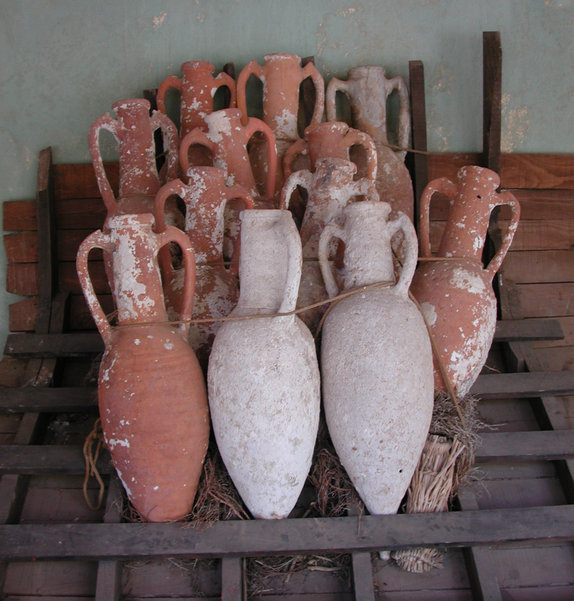
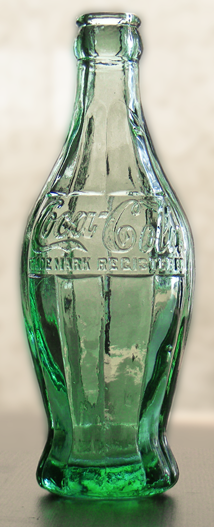
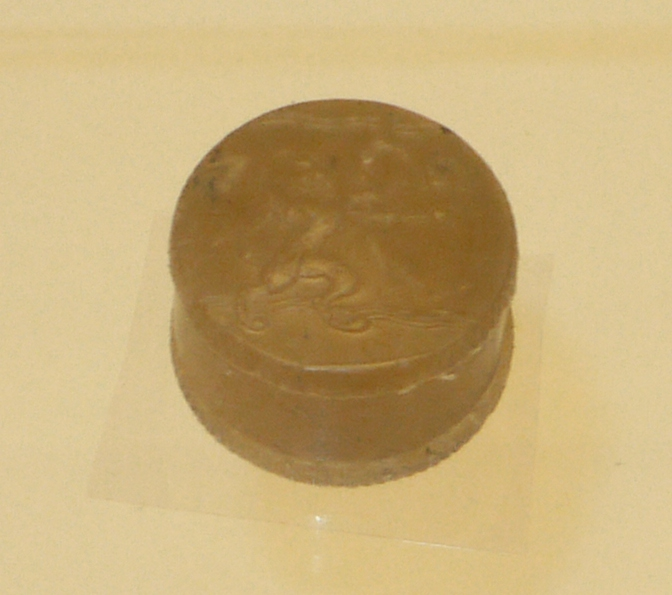